# Oton Knezović
Oton (Andrija) Knezović (Crnopod, 27. siječnja 1890. – Chicago, 19. listopada 1964.) bio je hrvatski katolički svećenik iz reda franjevaca, književni povjesničar, publicist i esejist.

## Životopis
Od 1906. do 1910. pohađao je gimnaziju u Širokom Brijegu, a maturirao je 1915. u Zagrebu. Filozofsko-teološki studij završio je 1916. u Mostaru te hrvatski jezik i književnost i povijest 1920. na zagrebačkom Mudroslovnom fakultetu. Tamo je 1923. godine doktorirao tezom „Život i djelo fra Grge Martića”.
Stupio je u franjevački red 1910. te je za svećenika zaređen 1915. godine. Službovao je u Širokom Brijegu kao kapelan 1916.–1917. godine. Od 1920. djelovao je kao profesor, odgojitelj i knjižničar, a obavljao je i službe definitora i tajnika provincije.
Od 1945. godine bio je bojnik u Prosvjetnoj bojni. Zarobljen je u svibnju kraj Bleiburga te je nakon puštanja na slobodu u jesen izbjegao u Austriju. Jedno je vrijeme predavao u privremenoj slovenskoj gimnaziji u Linzu te zatim odlazi u Italiju. Radio je kao profesor i ravnatelj gimnazije pri hrvatskom franjevačkom sjemeništu u Grottammareu kraj Ancone.
Od 1950. nastanio se u SAD gdje je službovao na hrvatskim župama u Chicagu i Saint Louisu. Od 1956. živio je u Gulf Breezeu te od 1957. u samostanu sv. Ante u Chicagu.

## Djela
- „Franjevački idealizam” (Mostar, 1929.)
- „Fra Grgo Martić” (Sarajevo, 1931.)
- „Hrvatska povijest od najstarijeg doba do godine 1918” (1–2.; Zagreb, 1935.–1936.)
- „Život i rad fra Didaka Buntića” (Zagreb, 1938.)
- „Pokolj hrvatske vojske 1945 (dokumenti o zvjerstvima Srba nad Hrvatima)” (Chicago, 1960.)
- „Poviest Hrvata” (1. Madrid 1961.; 2. Toronto 1964.)
- „Široki Brijeg i druge pripovijesti” (Valencia, 1967.)[1]

### Prijevodi
- Pierre Chaignon, Svećenik na oltaru ili dostojno prikazivanje svete mise s dodatkom obreda tihe mise (Sarajevo, 1938.)[1]

### Članci
- Barić, Joško. 2009. Knezović, Oton. Hrvatski biografski leksikon. Zagreb.  journal zahtijeva |journal= (pomoć)